# Son tornata per te
Son tornata per te (Heidi) è un film in bianco e nero del 1952 diretto da Luigi Comencini. Si tratta della prima trasposizione europea del romanzo per ragazzi Heidi di Johanna Spyri.
Il film ha avuto un seguito, Heidi torna a casa (Heidi und Peter) diretto nel 1955 da Franz Schnyder.

## Trama
La piccola Heidi, dopo che il padre è morto in un incendio e la mamma di dispiacere, vive felice e spensierata col nonno in una baita sui monti della Svizzera. Passa le sue giornate al pascolo col suo giovane amico Peter e di tanto in tanto scende al villaggio a trovare Birgitta, madre di quest'ultimo. Un giorno, dopo aver partecipato con Birgitta e Peter alla festa delle campane del paese, decide col nonno di stabilirsi per l'inverno proprio nella casa di Peter, in cambio dell'ospitalità il nonno riparerà il tetto della casa. Tutto sembra andare per il meglio fino a quando compare la zia Dete, sorella della defunta mamma di Heidi, che anni prima aveva lasciato la piccola al nonno a causa del suo lavoro di cuoca presso una famiglia benestante di Francoforte. La zia vorrebbe portare Heidi con sé per farle fare da compagna alla giovane figlia paralitica del suo datore di lavoro, il Signor Sesemann, ma il nonno rifiuta e scaccia Dete, la quale di nascosto e con una scusa, comprare una pipa in regalo al nonno, porta con sé la piccola a Francoforte. Da subito la Signorina Rottenmeyer si mostra restia verso Heidi e i suoi modi da semplice bambina di montagna, mentre la giovane Klara ne è divertita e colpita al punto da chiedere al padre di far restare la piccola Heidi con sé. Il Signor Sesemann acconsente di buon grado, nonostante Heidi mostri sin da subito la voglia di tornare a casa e la nostalgia per il nonno e le sue montagne. Grazie alla forza e alla simpatia della piccola Heidi, durante una visita alle stalle per vedere un piccolo puledro, la giovane Klara troverà la forza di alzarsi dalla carrozzina e di camminare con grande stupore e felicità da parte di tutti. Nonostante questo felice episodio la nostalgia di Heidi si fa sempre più forte, tanto da spingerla ad avere delle crisi di sonnambulismo sempre più frequenti che costringeranno il Signor Sesemann, spinto dal dottore, a rimandare la piccola sulle montagne dal nonno e dai suoi amici. Il nonno, ritrovata la felicità grazie al ritorno di Heidi, farà finalmente pace con la gente del villaggio.

## Produzione
Quando nel 1950 la società di produzione Praesens-Film stava affrontando problemi di carattere economico, fu presa la decisione di creare un progetto che potesse essere realizzato rapidamente, che sarebbe stato semplice, vicino alle persone ed economico da produrre. Il primo pensiero fu di creare una trasposizione cinematografica del libro Heidi di Johanna Spyri che nel 1937 era stato portato nei cinema del mondo con il film Zoccoletti olandesi con Shirley Temple ma che aveva avuto scarso successo. L'idea di questo soggetto è spiegata dal fatto che, al tempo, produzioni del genere nello stile di un film di montagna, con storie di orfani legate al tema caro della patria e al meraviglioso idillio delle montagne, delle valli e dei rifugi alpini, erano ben accolte dal pubblico dell'epoca.
Con le riprese della Praesens-Film la Svizzera osò realizzare la prima pellicola interamente in lingua tedesca.
Venne dunque scelto il regista Luigi Comencini (1916–2007), un italiano di origine svizzera, perché Leopold Lindtberg si era rifiutato di dirigere il film; Comencini aveva già lavorato con successo a film con i bambini. Alla ricerca dei bambini protagonisti (Heidi e Peter), Comencini visitò diversi villaggi e scuole con Emil Berna (addetto alle riprese) e Uors von Planta (direttore di produzione) e riprese diversi candidati senza esperienza. Con Elsbeth Sigmund di Kemptthal e Thomas Klameth di Küsnacht, Comencini aveva trovato il cast ideale per lui; l'esito positivo delle riprese con i candidati in un cinema a Zurigo convinse anche i produttori della correttezza della sua scelta. Gli altri ruoli furono ricoperti da molti famosi attori svizzeri e tedeschi come Willy Birgel, Theo Lingen e Isa Günther.

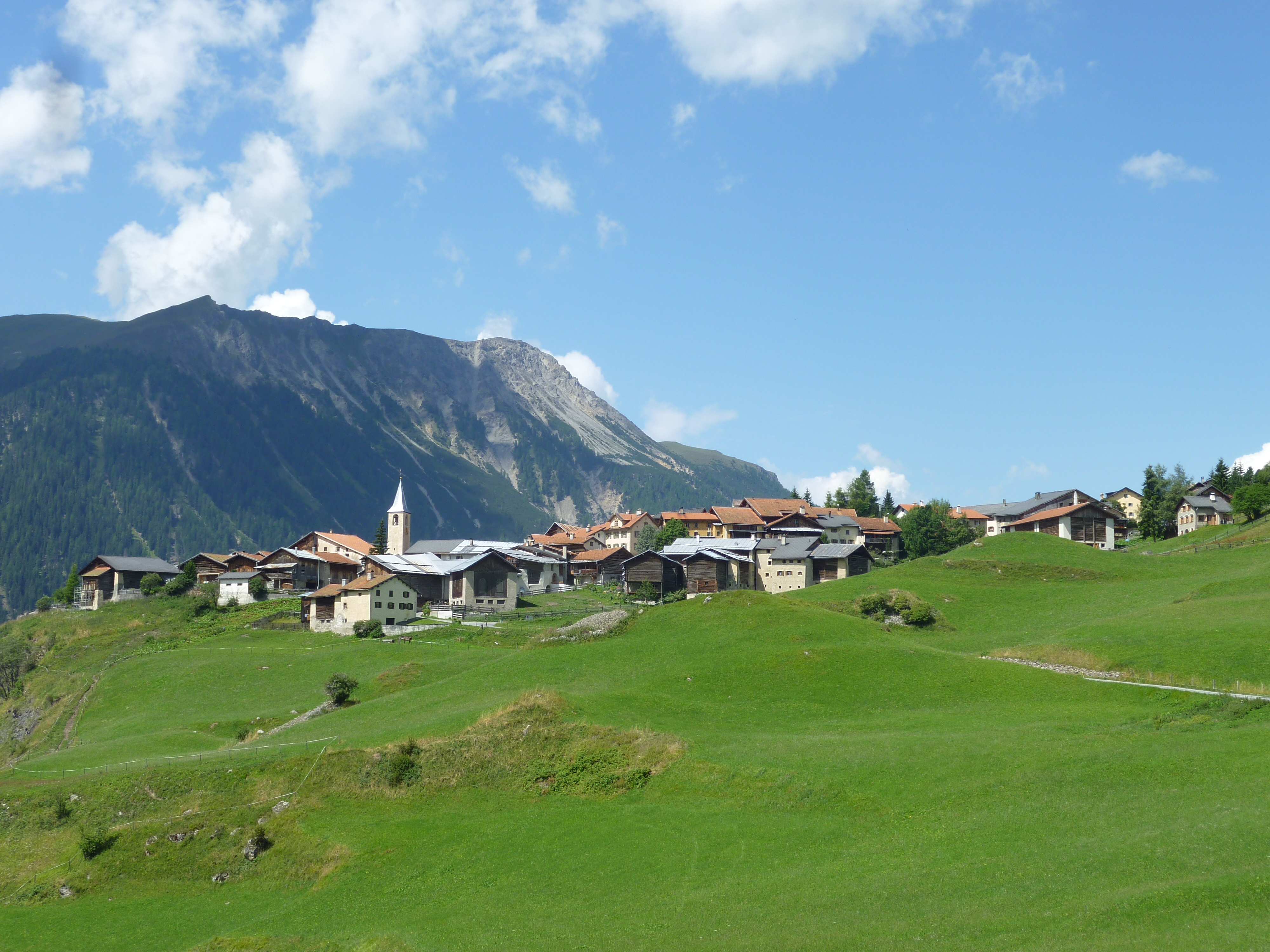
Latsch, il paese di Heidi

Maienfeld come ambientazione del romanzo era già stata strutturalmente modificata troppo, motivo per cui il film venne girato principalmente nella zona di Bergün: quale paese di Heidi venne scelto Latsch. Altre scene furono girate nel paese di Celerina/Schlarigna.
La baita di Heidi si trova sull'Alpe Falein presso Filisur.
Le riprese sulle montagne vennero effettuate presso l'Alp Languard a Pontresina e sulla Fuorcla Surlej con laghetto alpino e vista mozzafiato sui ghiacciai. Altre scene furono girate nell'Albulatal e nel Canton Vallese.
Anche per le riprese all'aperto previste a Francoforte, a causa delle macerie della Seconda guerra mondiale, ci si dovette accontentare di Basilea e di fotomontaggi.

## Distribuzione
Il film, completamente rimasterizzato, è distribuito in DVD dalla Schweizer Filmklassiker con audio tedesco, inglese, francese, italiano e giapponese.

## Seguito
Grazie al grandissimo successo riscosso dalla pellicola, il film ebbe anche un seguito a colori, Heidi torna a casa (Heidi und Peter) diretto nel 1955 da Franz Schnyder, con gli stessi interpreti nei ruoli principali, girato negli stessi luoghi.